# Can Martí (Mataró)
Can Martí és un edifici de Mataró (Maresme) protegit com a Bé Cultural d'Interès Local.

## Descripció
Es tracta d'una casa de planta soterrani, planta baixa i tres plantes pis. La façana presenta un eix de simetria central on se situa l'accés, al costat del qual hi ha dos arcs escarsers de pedra. Les plantes superiors presenten dos balcons als extrems i una finestra central. Estucat a la planta baixa i primer pis i acabat amb motius florals. L'acroteri insinua els balustres amb l'esgrafiat.
A l'interior destaca el saló isabelí de la planta noble i al soterrani el celler, amb una estructura d'arcs de totxo a sardinell i embigat de fusta al sostre.

## Història
Es tracta d'una mostra dels cellers, avui inactius, de les antigues cases senyorials de Mataró.